# Илийская нефтегазоносная область

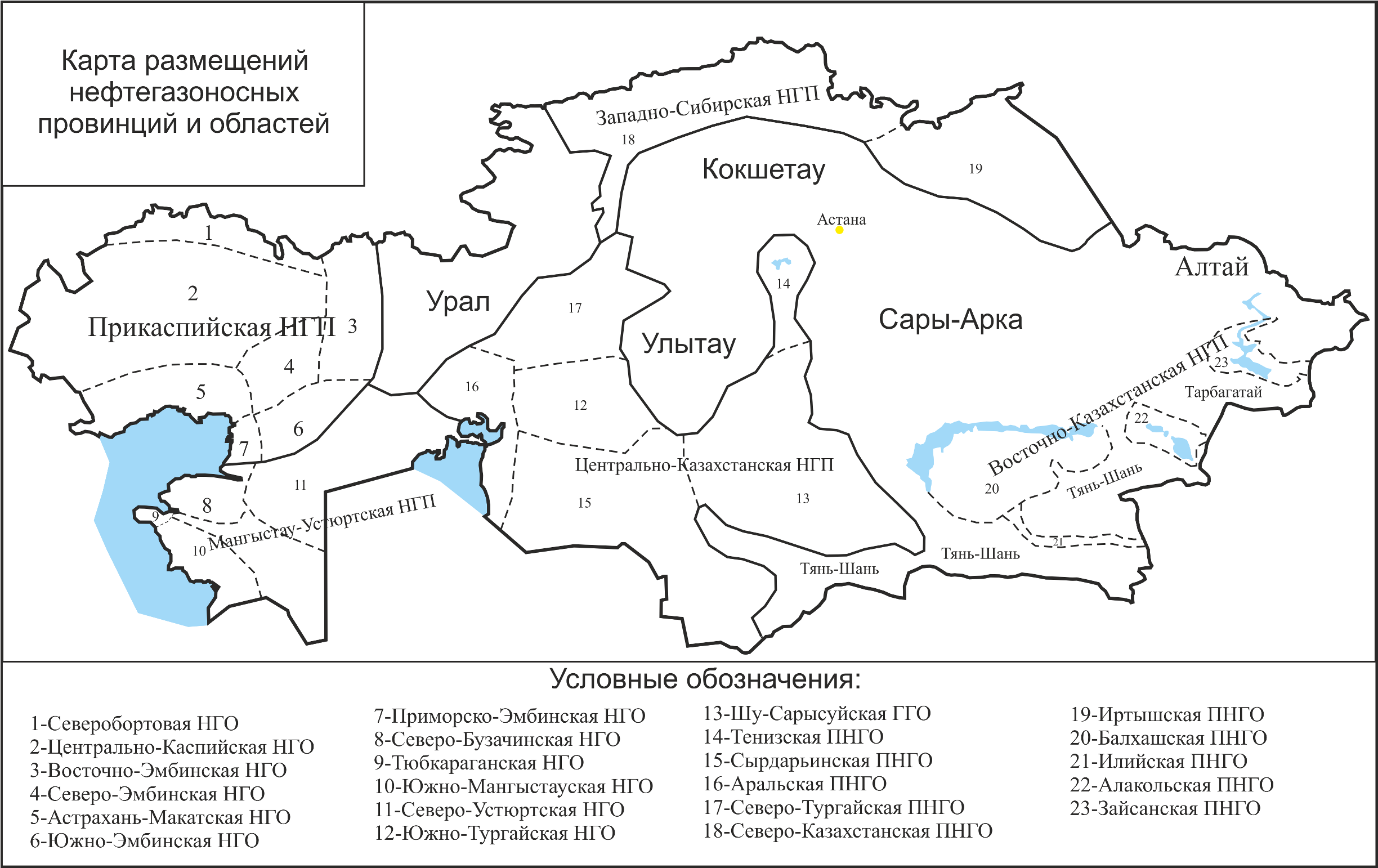

Илийская нефтегазоносная область — в основе имеющихся к настоящему времени геолого-геофизических материалов Илийская впадина представляет собой систему отрицательных структур юго-западной ориентировки, ограниченную на севере и юге соответственно складчатыми сооружениями Джунгарского Алатау, Кетменского хребта и Заилийского Алатау.
Калкан-Богутинским выступом Илийская впадина подразделяется на две части — Западную и Восточную, которые различаются мощностью осадочного чехла и глубиной залегания фундамента, обусловленных различной эволюцией в мезокайнозое.
Размеры первой из них 150x20-50 км, второй — 125x70 км. Наиболее изучена Восточно-Илийская впадина.
Фундамент в большинстве случаев представлен эффузивными пермскими образованиями и типично блоковой структурой, формирование которой связано с системой крупных и более мелких разломов.
Породы фундамента вскрыты структурно-поисковыми и глубокими скважинами на глубинах от 400 м до 2750 м.
Считается, что Илийская впадина была заложена в верхнем палеозое и развивалась как отрицательная структура в течение мезозоя и кайнозоя.
В отличие от западной части впадины, где буровыми работами 1960—1970 гг. установлено резкое сокращение и даже отсутствие мезозойских отложений, в восточной части впадины широко распространены мезозойские и кайнозойские комплексы, обнажающиеся вдоль подножий окружающих складчатых сооружений.
Максимальные мощности осадочных пород мезозоя и кайнозоя по геофизическим данным приурочены к правобережью р. Или, где они достигают 4,5-5,0 км. На юго-западе впадины эти мощности сокращаются и поверхность фундамента располагается на глубинах в первые сотни метров, в связи с чем впадина имеет четко выраженное асимметричное строение.
Ступенчатое погружение фундамента обусловлено широтными разломами, с которыми связывается наличие приразломных брахиантиклинальных складок.
Наиболее полные разрезы эффузивного и эффузивно-осадочного комплекса верхнего палеозоя, а также осадочного комплекса мезозоя и кайнозоя, вскрыты скважинами на правом берегу р. Или. Здесь низы разреза представлены эффузивными породами — светло-розовыми и темно-серыми порфирами. Выше залегают эффузивно-осадочные породы, представленные чередованием туфов и туфопесчаников с грубообломочными породами. Последние выклиниваются в южном направлении. Возраст отложений оценивается как пермский.
Триас-юрско-меловые и палеоген-неогеновые отложения представлены мощной песчано-глинистой толщей озерно-болотного и аллювиального генезиса. Песчаники характеризуются высокими емкостно-фильтрационными свойствами (пористость до 30 %, проницаемость до 400 мд).
Глинистые пачки над ними рассматриваются в качестве надежных зональных и локальных покрышек.
В отложениях верхнего триаса нижней и средней юры присутствуют пласты и пачки углей, преимуще¬ственно бурых, образующих промышленные месторождения.
По комплексу геолого-геофизических данных Восточно-Илийская впадина может быть подразделена на зону северного борта, центральную погруженную зону и зону моноклинального южного борта.
Зона северного борта является южными отрогами Джунгарского Алатау, погружающегося во впадину по системе широтно ориентированных разломов. Приуроченные к приразломным зонам локальные структуры характеризуются заметной асимметрией — пологими северными и крутыми южными крыльями. Глубины фундамента здесь 400—1000 м.
От центральной погруженной зоны северный борт отделен крупным широтным нарушением и флексурой. В пределах моноклинального южного борта, который является составной частью северного склона Кетменского хребта, поверхность фундамента полого погружается под чехлом мезокайнозойских пород в север-северо-восточном направлении.
На крайнем юге мезозойские отложения выведены на поверхность, а в юго-западном направлении они полностью выклиниваются.
Перспективы нефтегазоносности Илийской впадины рассматривались неоднократно различными исследователями.
В итоге подавляющее число их пришло к мнению, что определенные перспективы выявления месторождений углеводородов можно связывать только с отдельными участками погруженной зоны Жаркентской впадины (Панфиловского прогиба).
Базовыми параметрами для таких выводов послужили в целом благоприятные характеристики разреза осадочного чехла, его удовлетворительная структурная дифференциация, наличие в пермской, триасовой и юрской частях разреза ассоциаций пород, которые в погруженных зонах могут рассматриваться в качестве нефтегазоматеринских комплексов с ограниченным генерационным потенциалом.
Многочисленные газопроявления в процессе бурения мелких и глубоких скважин из триасовых, юрских и неогеновых отложений Восточно-Илийской впадины однозначно свидетельствуют о том, что генерация углеводородов происходила и вероятнее всего происходит в настоящее время.
Очевидны также достаточно контрастные геологические различия Казахстанского и Китайского участков впадины. В числе их следует отметить три наиболее важных:
- наличие на Китайской территории пермских генерационных комплексов;
- значительно увеличенной мощности осадочного чехла, в том числе юрских отложений;
- резко ослабленное влияние процессов перестройки структурного плана на неогеновом этапе.

Указанные различия, обусловили различия в прогнозном нефтегазовом потенциале рассматриваемой территории.